# Hrib (Preddvor, Slovenija)
Hrib je naselje u slovenskoj Općini Preddvoru. Hrib se nalazi u pokrajini Gorenjskoj i statističkoj regiji Središnjoj Sloveniji. 

## Stanovništvo
Prema popisu stanovništva iz 2002. godine naselje je imalo 62 stanovnika.